# Megalosaurus
Megalosaurus (som betyder "stor øgle", fra græsk, μεγαλο-/megalo- betyder »kæmpestor 'og σαυρος / sauros betyder» øgle') var en slægt af store kødædende dinosaurer, der levede i starten af Jura-perioden, omkring 166 millioner år siden i Europa (det sydlige England, Frankrig, Portugal). Den er den første slægt af dinosaurer, der er beskrevet og navngivet.
Nogle af dens slægtninge var Spinosaurus,  Baryonyx og Suchomimus. Megalosaurus indgår i en overfamilie kaldet megalosauridae.